# Union Kufstein Vikings
Union Kufstein Vikings est un club autrichien de baseball situé à Kufstein, dans le Tyrol autrichien. Le club est fondé en 1991. Il a remporté à deux reprises le titre de champion d'Autriche. En 2006 il est vice-champion d'Autriche.

## Palmarès
- Champion d'Autriche: 2002 et 2004.
- Vice-champion d'Autriche: 2000, 2006 et 2007.